# سبک (فیلم ۱۹۴۹)
سبک (به هندی: Andaz) فیلمی محصول سال ۱۹۴۹ و به کارگردانی محبوب خان است. در این فیلم بازیگرانی همچون دیلیپ کومار، راج کاپور، نرگس دات، مراد ایفای نقش کرده‌اند.